# Sphenomorphus consobrinus
Espèce
Synonymes
- Lygosoma consobrinum Peters & Doria, 1878

Sphenomorphus consobrinus est une espèce de sauriens de la famille des Scincidae.

## Répartition
Cette espèce est endémique de Bacan dans les Moluques du Nord en Indonésie.

## Publication originale
- Peters & Doria, 1878 : Catalogo dei retilli e dei batraci raccolti da O. Beccari, L. M. D'Alberts e A. A. Bruijn. nella sotto-regione Austro-Malese. Annali del Museo Civico de Storia Naturale di Genova, sér. 1, vol. 13, p. 323-450 (texte intégral)